# Pierre Gavaudan

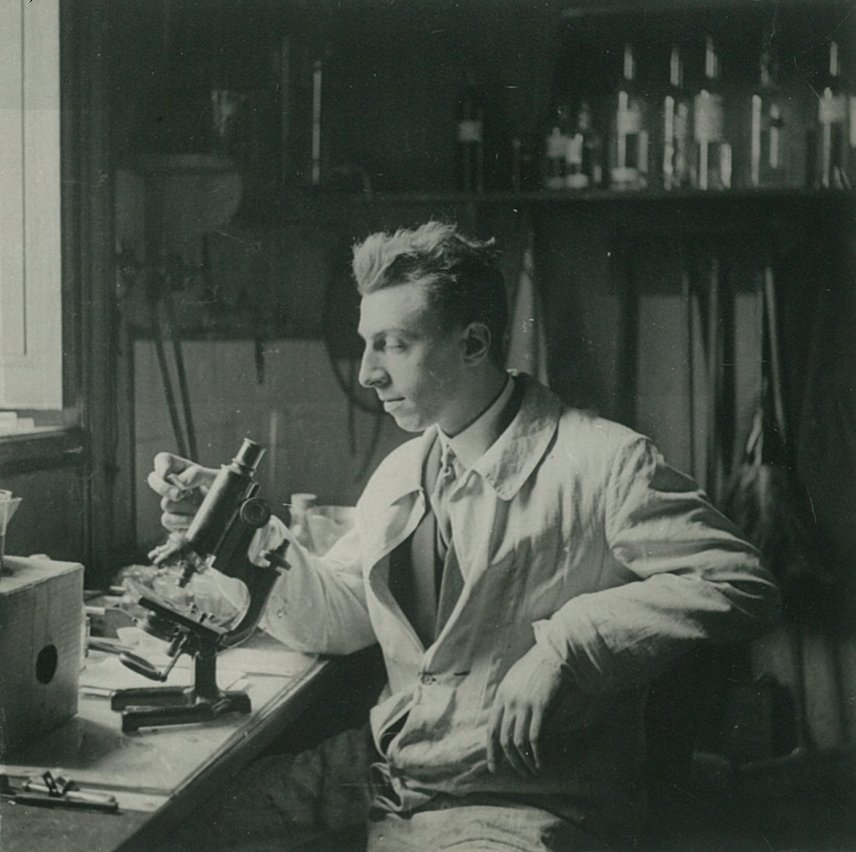
Pierre Gavaudan

Pierre Gavaudan (* 25. Juli 1905 in Montpellier; † 10. Januar 1985 in Sorgues) war ein französischer Pharmakologe und Biologe.
Gavaudan hatte breite wissenschaftliche und kulturelle Interessen. Er erwarb den Lizentiatsabschluss 1925, war dann im Labor für pathologische Physiologie der École Pratique des Hautes Études in Paris und wurde 1930 promoviert mit einer Dissertation über Leberzellen. 1936 forschte er im Labor für Genetik der École nationale vétérinaire in Alfort und war 1939 bis 1942 Forscher des CNRS. 1940 erhielt er sein Diplom in Pharmakologie in Marseille und 1945 wurde er in Paris in Pharmakologie promoviert. In seiner Dissertation untersuchte er die Wirkungsweise von Colchicin bei der Verhinderung der Zellteilung in Pflanzenzellen. Er benutzte Colchicin auch zur Chromosomenverdopplung in Pflanzenzellen (Erzeugung von Tetraploidie), was in der Pflanzenzucht erwünscht ist.
1949 wurde er Professor für Botanik an der Universität Poitiers, was er bis 1975 blieb. Später wandte er sich der Wissenschaftsgeschichte und -philosophie zu und organisierte ab 1974 die Séminaires internationaux d’Épistémologie et d’Histoire et de Philosophie des Sciences im Kloster Sénanque im Département Vaucluse. 1971 war er im Stadtrat von Sorgues.
Zu seinen Schülern gehört Luc Montagnier.
1965 wurde er Ritter des Ordre national du Mérite und er war ab 1956 Offizier des Ordre des Palmes académiques. 1950 erhielt er den Prix Millet-Roussin der Académie des Sciences.